# Kirrily Sharpe
Kirrily Sharpe (25 febbraio 1973) è un'ex tennista australiana.

## Carriera

### Junior
A livello giovanile ottiene buoni risultati, raggiunge almeno i quarti di finale del singolare ragazze in tutti gli Slam tra cui spicca la finale persa a Wimbledon 1990. Nel doppio ragazze è riuscita a conquistare gli US Open 1990 in coppia con Kristin Godridge a cui si sommano ottimi piazzamenti quali la finale a Wimbledon 1990 e le semifinali al Roland Garros nel biennio 1989-90 e a Wimbledon 1989.
Nel 1988 ha fatto parte della squadra australiana che ha conquistato la Fed Cup Junior contribuendo con un successo in singolare e uno nel doppio insieme a Kerry-Anne Guse.

### Professionista
Una volta passata nel circuito principale non è riuscita a mantenere le aspettative: nei tornei dello Slam è avanzata al massimo fino al terzo turno ed è riuscita a conquistare solo un titolo nel doppio femminile al Clarins Open 1990.

## Statistiche

### Doppio

#### Vittorie (1)
| Numero | Anno              | Torneo               | Superficie  | Compagna         | Avversarie in finale              | Punteggio     |
| 1.     | 23 settembre 1990 | Clarins Open, Parigi | Terra rossa | Kristin Godridge | Alexia Dechaume Nathalie Herreman | 4-6, 6-3, 6-1 |